# Presnitz
(Pellegrino Artusi, La scienza in cucina e l'arte di mangiar bene, 1891)
Il presnitz è un tipico dolce triestino e goriziano a base di pasta sfoglia arrotolata con un ripieno di noci, mandorle, pinoli, fichi, prugne, albicocche, uvetta, cioccolata grattugiata, zucchero, cannella, chiodi di garofano e rum. Gli ingredienti variano a seconda di chi lo produce, essendo il dolce preparato artigianalmente e potendo constare di varianti.
Per certi aspetti, il presnitz è simile alla gubana, alla putizza e allo strudel.
È un tipico dolce pasquale: infatti la forma circolare ad anello ha un significato simbolico della tradizione cristiana, ovvero la corona di spine di Cristo. Un altro dolce pasquale tipico, la pinza triestina, rappresenta invece la spugna intrisa d'aceto offerta al Cristo in croce.

## Storia[1]

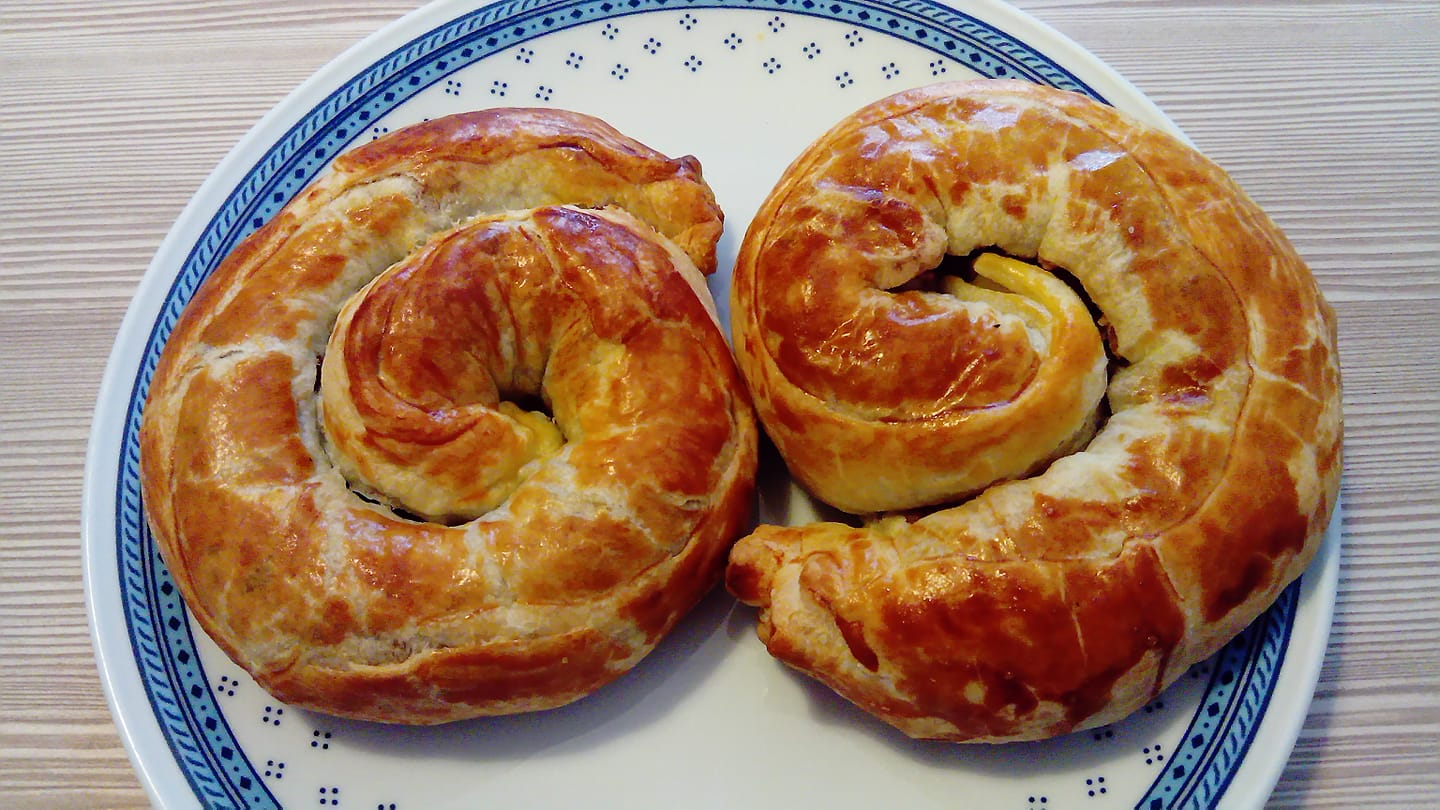
Due presnitz

Pellegrino Artusi, nel celebre manuale di cucina "la scienza in cucina e l'arte di mangiar bene del 1891, lo definì "dolce di tedescheria" ad indicare le origini austroungariche.
Altra fonte riferisce che il dolce si considera specialità triestina, benché originario di Castagnevizza; tuttavia il dolce tipico della località slovena viene realizzato con pasta friabile non lievitata, anziché pasta sfoglia.
Sembra che sia stato preparato la prima volta nel 1832 in onore di Francesco I e dell'imperatrice d'Austria in visita alla città. Il dolce, che originariamente riportava la scritta "se giri il mondo ritorna qui", venne insignito del Preis Prinzessin (Premio Principessa), che venne successivamente storpiato dai triestini in presnitz.
A volte viene erroneamente chiamato anche "dolce di Sissi", ma si tratta di un evidente errore cronologico in quanto la principessa Elisabetta di Baviera (Sissi) nacque nel 1837, cinque anni dopo la presunta creazione del dolce.
Diverso l'etimo su Il Nuovo Doria alla voce presniz: "attestato anche a Fiume (accanto a prezniz), nel bisiaco, a Pirano e a Capodistria (accanto a presnis). Dallo sloveno presenec [pron. prèsenez] 'focaccia pasquale' (H. Schuchardt), un diminutivo di presen (kruh) 'pane non lievitato' (dove presen sta per opresen)." Analogamente nel dizionario online Treccani: "adattam. dello sloveno presnec〈prèsnez〉".
Una teoria minoritaria attribuisce il nome alla ex cittadina di Přísečnice (in tedesco: Pressnitz), situata nella Repubblica Ceca e distrutta nel 1974 a seguito della creazione dell'omonimo bacino idroelettrico. Tuttavia, tale accostamento appare un semplice caso di omonimia, non essendoci legami noti tra le città di Trieste e Pressnitz.